# استئصال مخروطي عنقي
استِئصال مَخروطي عُنقي (بالإنجليزية: Cervical conization)‏ هو استئصال عينة مخروطية الشكل من الغشاء المخاطي الخاص بعنق الرحم، وقد يستعمل الاستئصال بِغرض التَشخيص (أخذ خزعة) أو يستعمل لأغراض علاجية بهدف إزالة الخلايا السابقة للسرطان، ويُعتبر الاستئصال المخروطي لعنق الرحم علاج شائع لخلل التنسج الذي يَتبع لطاخة بابانيكولاو.

## الأنواع
- الاستِئصال المَخروطي لعُنق الرحم باستعمال السكين الباردة،[3] وعادةً ما يُستخدم مع المريض الخارجي، وفي قليل من الأحيان يُستخدم مع المريض الداخلي.
- عملية الاستئصال الحلقي الكهربائي، وعادةً ما تستخدم مع المريض الخارجي.

## الآثار الجانبية
يؤدي الاستئصال المخروطي لعنق الرحم إلى زيادة الخطر على عمليات الحَمل اللاحقة والتي قد تصل إلى حدوث ولادة مبكرة في حوالي 30% من الحالات، وذلك نتيجةً لقصور عنق الرحم.